# Ipomoea procurrens
Ipomoea procurrens är en vindeväxtart som beskrevs av Carl Daniel Friedrich Meisner. Ipomoea procurrens ingår i släktet praktvindor, och familjen vindeväxter. Inga underarter finns listade i Catalogue of Life.